# Anton Hänggi
Anton Hänggi (Nunningen, 15 gennaio 1917 – Friburgo, 21 giugno 1994) è stato un vescovo cattolico svizzero.

## Biografia
Anton Hänggi nacque il 15 gennaio 1917 a Nunningen, nel Canton Soletta.
Dopo gli studi a Svitto, nel 1936 iniziò lo studio di filosofia e teologia a Lucerna trasferendosi poi a Roma per studiare presso l'Angelicum nel 1938.
Tornato in Svizzera, fu ordinato presbitero il 2 luglio 1941 a Soletta. Dopo l'ordinazione sacerdotale fu nominato prima vicario a Brugg fino al 1944 e in seguito parroco a Kriegstetten dal 1947 al 1954. Conseguito il dottorato nel 1947, fu inviato sia a Treviri sia a Roma per gli studi di liturgia dal 1954 al 1956. In seguito fu nominato professore per l'Università di Friburgo.
In qualità di esperto in teologia e liturgia, fu tra gli artefici del rinnovamento liturgico proposto durante il Concilio Vaticano II.
Il 4 dicembre 1967 fu selezionato come possibile vescovo delle diocesi aeque principaliter unite di Basilea e Lugano. Papa Paolo VI confermò la scelta, nominandolo ufficialmente il 20 dicembre successivo. Ricevette l'ordinazione episcopale l'11 febbraio 1968 per imposizione delle mani del vescovo Franziskus von Streng. L'8 maggio 1971 la diocesi di Lugano fu separata da quella di Basilea e Anton Hänggi rimase vescovo di quest'ultima sede. Durante il suo ministero fu presidente della Conferenza episcopale svizzera dal 1976 al 1977. 
Rassegnò le proprie dimissioni il 21 giugno 1982. Nel 1984 ricevette la laurea honoris causa dall'Università di Basilea e nel 1985 dal Pontificio ateneo Sant'Anselmo di Roma.
Morì a Friburgo il 21 giugno 1994, all'età di 77 anni.

## Genealogia episcopale e successione apostolica
La genealogia episcopale è:
- Cardinale Scipione Rebiba
- Cardinale Giulio Antonio Santori
- Cardinale Girolamo Bernerio, O.P.
- Arcivescovo Galeazzo Sanvitale
- Cardinale Ludovico Ludovisi
- Cardinale Luigi Caetani
- Cardinale Ulderico Carpegna
- Cardinale Paluzzo Paluzzi Altieri degli Albertoni
- Papa Benedetto XIII
- Papa Benedetto XIV
- Papa Clemente XIII
- Cardinale Marcantonio Colonna
- Cardinale Giacinto Sigismondo Gerdil, B.
- Cardinale Giulio Maria della Somaglia
- Cardinale Carlo Odescalchi, S.I.
- Cardinale Costantino Patrizi Naro
- Cardinale Serafino Vannutelli
- Cardinale Domenico Serafini, Cong.Subl. O.S.B.
- Cardinale Pietro Fumasoni Biondi
- Arcivescovo Filippo Bernardini
- Vescovo Franziskus von Streng
- Vescovo Anton Hänggi

La successione apostolica è:
- Vescovo Otto Wüst (1976)